# Ґутрум II
Ґутрум II (давн-англ. Guthrum II; ? — близько 918) — король Східної Англії у 902—918 роках.

## Життєпис
Походив з впливового данського роду. Про дату народження та молоді роки нічого невідомо. Брав участь у військовій кампанії 901—902 років під проводом Етельвольда II, короля Йорвіку та Східної Англії. Після смерті останнього у 902 році Ґутрума обрано новим королем Східної Англії.
З самого початку панування відновив владу вікінгів у Кенті та зміцнив в своєму королівстві. Було укріплено Лондон. Водночас Ґутрум II жадав реваншу у війні проти королівства Вессекс.
У 905 році було розпочато військову кампанію проти Едуарда Вессекського. Проте того ж року король Східної Англії зазнав поразки у Кенті й був змушений укласти у 906 році у містечку Тіддінгфорд мирну угоду з королем Едуардом. Якими були умови миру, невідомо, але, ймовірно, жодних певних гарантій та зобов'язань ані з одного, ані з іншого боку він не містив.
Після цього було укладено з Гальфданом II, королем Йорвіку, спрямований проти Вессексу та Мерсії. Втім у битві при Теттенголлі війська данів у союзі з бритським королівством Гвінед зазнало поразки. Внаслідок цього становище Ґутрума II в Східній Англії значно ускладнилося.
Король Східної Англії багато зробив задля відновлення своєї потуги. Але його союзники з королівства Йорвіку поринули у протистояння та боротьбу данів з норманами. 914 року було втрачено фортецю Бедфорд, де правив союзний Ґутруму II ерл Туркетель. Водночас супротивник — Вессекс — розпочав політику зведення потужних фортець-бургів на кордонах зі Східною Англією. До 917 року володіння Східної Англії опинились в оточенні фортець англосаксів. Спроби Ґутрума II з королівством Йорвіком захопити деякі з бургів зазнали невдачі. У битві при Темпсдорфі дани на чолі з королем зазнали поразки від Вессексу, в якій Ґутрум загинув.
У 918 році коли Вессекс перейшов у наступ, дани не змогли довго чинити гідного спротиву й зазнали поразки. Східну Англію приєднано до Вессексу.